# Wim Botman
Wim Botman (Schoorl, 17 augustus 1985) is een Nederlands wielrenner. In het verleden reed hij voor onder meer B&E Cycling Team, Ubbink-Syntec Cycling Team en P3 Transfer-Batavus.

## Belangrijkste overwinningen
2006
Dorpenomloop door Drenthe
2007
Ronde van Limburg
2010.
2e etappe Ras Mumhan
9e etappe Ronde van Burkina Faso
2011
6e etappe Ronde van Indonesië
2013
Ronde van Sint Pancras